# Andrea Šušnjara

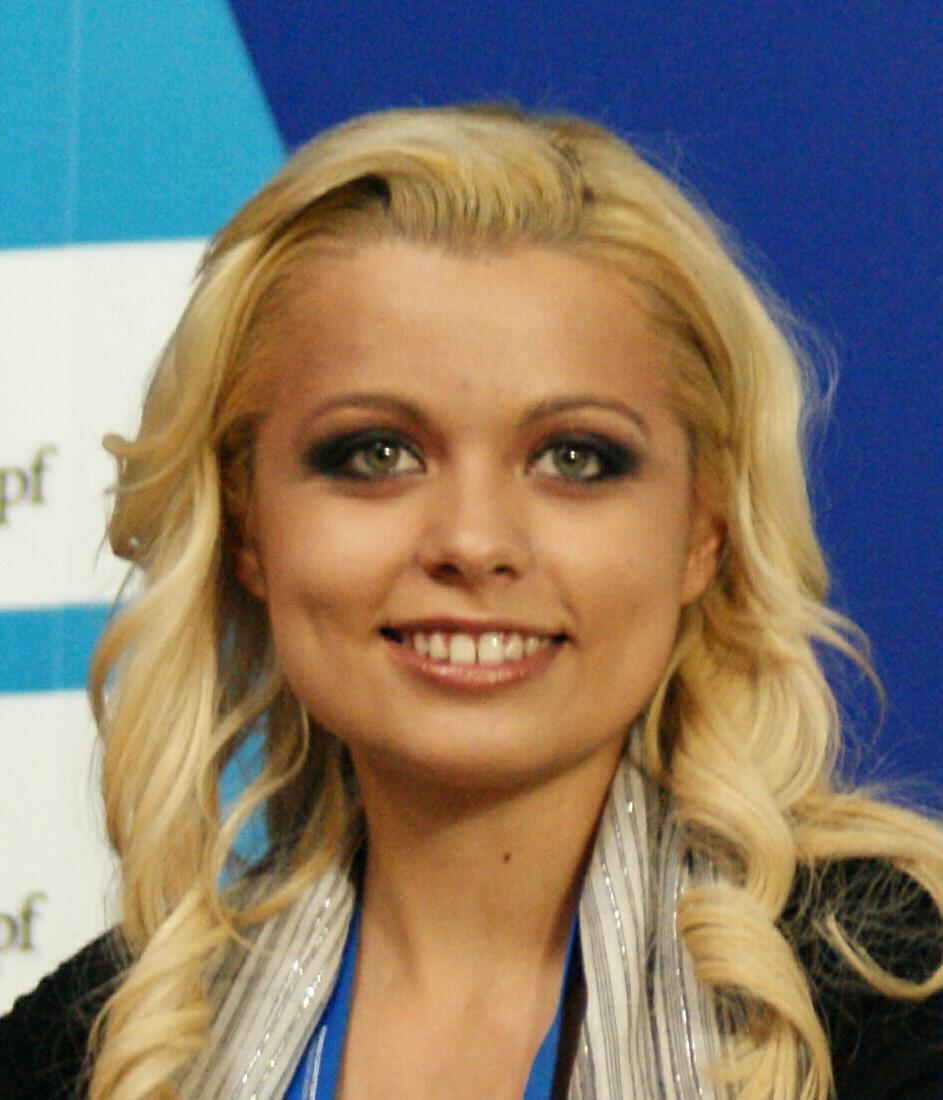
Andrea Šušnjara at a Eurovision 2009 press conference in Moscow

Andrea Šušnjara (26 de Fevereiro de 1987), é uma cantora croata, que juntamente com Igor Cukrov, representou a Croácia no Festival Eurovisão da Canção 2009. A dupla foi a vencedora da Dora 2009, tocando a música "Lijepa Tena" (Beautiful Tena). No Eurovision eles se apresentaram na segunda semifinal como o ato de abertura e se qualificaram para a final como qualificatória selecionada do júri. Na final terminaram em 18º lugar com 45 pontos. Ela também competiu para representar a Croácia no Eurovision Song Contest 2004, apresentando a música "Noah" na Dora 2004. Venceu a meia-final e qualificou-se para a final, onde terminou em segundo, perdendo para Ivan Mikulić.